# Козляничи
Козля́ничи (укр. Козляничі) — село в Сосницком районе Черниговской области Украины. Население 369 человек. Занимает площадь 2,04 км².
Код КОАТУУ: 7424984001. Почтовый индекс: 16120. Телефонный код: +380 4655.

## Власть
Орган местного самоуправления — Козляничский сельский совет. Почтовый адрес: 16120, Черниговская обл., Сосницкий р-н, с. Козляничи, ул. Смирнова, 42.

## История
Козляничи известны с начала XVII века.  Вблизи с. Рудня обнаружено поселение эпохи неолита и эпохи бронзы, а у с. Козляничи - городище периода Киевской Руси.
Село со второй половины XVII века относилось к Сосницкой сотни Черниговского полка, с 1782 года - Сосницкому уезду Новгород-Северского наместничества. В ХІХ столетии село Козляничи было в составе Авдеевской волости Сосницкого уезда Черниговской губернии. В селе была Христорождественская и Рождество-Богородицкая церковь. Священнослужители Рождество-Богородицкой церкви: 1780 - священник Петр Семенович Кринецкий. Священнослужители Христорождественской церкви: 1780 - священник Дмитрий Петровский.
Во время Второй мировой войны 285 жителей Козляничей сражались с фашистскими захватчиками на разных фронтах, из них 140 за мужество и отвагу награждены орденами и медалями. 156 человек погибли за свободу и независимость Родины. В их честь жители Козляничей в 1969 году установили памятник.